# Hampden (Maine)
Hampden ist eine Town im Penobscot County des Bundesstaates Maine in den Vereinigten Staaten. Im Jahr 2020 lebten dort 7709 Einwohner in 3255 Haushalten auf einer Fläche von 100,60 km².

## Geografie
Nach dem United States Census Bureau hat Hampden eine Gesamtfläche von 100,60 km², von der 98,26 km² Land sind und 2,33 km² aus Gewässern bestehen.

### Geografische Lage
Hampden liegt im Süden des Penobscot Countys, im Süden grenzt das Waldo County an. Die östliche Grenze des Gebietes der Town bildet der Penobscot River. Mehrere kleinere Flüsse durchfließen das Gebiet von Hampden und münden in ihm. Im Norden liegt der Hampden Pond und im Nordwesten der Patten Pond. Die Oberfläche ist eben, ohne nennenswerte Erhebungen.

### Nachbargemeinden
Alle Entfernungen sind als Luftlinien zwischen den offiziellen Koordinaten der Orte aus der Volkszählung 2010 angegeben.
- Norden: Bangor, 13,0 km
- Nordosten: Brewer, 13,0 km
- Osten: Orrington, 9,4 km
- Süden: Winterport, Waldo County, 9,4 km
- Westen: Newburgh, 31,0 km
- Nordwesten: Hermon, 9,6 km

### Stadtgliederung
In Hampden gibt es mehrere Siedlungsgebiete: Areys Corners, East Hampden, Hampden, Hampden Center, Hampden Highlands, Nealeys Corner, North Hampden, South Hampden und West Hampden.

### Klima
Die mittlere Durchschnittstemperatur in Hampden liegt zwischen −7,8 °C (18 °F) im Januar und 20,6 °C (69 °F) im Juli. Damit ist der Ort gegenüber dem langjährigen Mittel der USA um etwa 9 Grad kühler. Die Schneefälle zwischen Oktober und Mai liegen mit bis zu zweieinhalb Metern mehr als doppelt so hoch wie die mittlere Schneehöhe in den USA; die tägliche Sonnenscheindauer liegt am unteren Rand des Wertespektrums der USA.

## Geschichte
Die Besiedlung des Gebietes von Hampden begann um 1767 und der erste Siedler in dem Gebiet war Benjamin Wheeler. Weitere Siedler erreichten kurz nach ihm das Gebiet und Wheeler, ein Zimmermann, baute mehrere Mühlen. Die Siedlung wurde unter dem Namen Wheelersborough bekannt. Nach mehreren Überfällen durch die britischen Truppen flüchteten sich die Siedler im Jahr 1779 durch die Wälder nach Kennebec und von da nach Woolwich und Portland. Sie kehrten im Jahr 1783 zurück. Vermessen und aufgeteilt wurde das Gebiet im Jahr 1796 durch Ephraim Ballard. Jeder Haushalt bekam eine Fläche von 100 Acre Land zugewiesen, wenn der Haushalt sich vor 1784 in dem Gebiet niedergelassen hatte. Diese Siedler mussten eine Gebühr in Höhe von 6 Dollar zahlen. Wenn sie sich nach 1784 aber vor 1794 niedergelassen hatten, war eine Gebühr in Höhe von 50 Dollar fällig. Als Town wurde Hampden am 24. Februar 1794 organisiert und nach John Hampden benannt.

### Einwohnerentwicklung
| Volkszählungsergebnisse – Town of Hampden, Maine | Volkszählungsergebnisse – Town of Hampden, Maine | Volkszählungsergebnisse – Town of Hampden, Maine | Volkszählungsergebnisse – Town of Hampden, Maine | Volkszählungsergebnisse – Town of Hampden, Maine | Volkszählungsergebnisse – Town of Hampden, Maine | Volkszählungsergebnisse – Town of Hampden, Maine | Volkszählungsergebnisse – Town of Hampden, Maine | Volkszählungsergebnisse – Town of Hampden, Maine | Volkszählungsergebnisse – Town of Hampden, Maine | Volkszählungsergebnisse – Town of Hampden, Maine |
| Jahr                                             | 1800                                             | 1810                                             | 1820                                             | 1830                                             | 1840                                             | 1850                                             | 1860                                             | 1870                                             | 1880                                             | 1890                                             |
| ------------------------------------------------ | ------------------------------------------------ | ------------------------------------------------ | ------------------------------------------------ | ------------------------------------------------ | ------------------------------------------------ | ------------------------------------------------ | ------------------------------------------------ | ------------------------------------------------ | ------------------------------------------------ | ------------------------------------------------ |
| Einwohner                                        | 904                                              | 1279                                             | 1443                                             | 2020                                             | 2663                                             | 3195                                             | 3085                                             | 3068                                             | 2911                                             | 2484                                             |
| Jahr                                             | 1900                                             | 1910                                             | 1920                                             | 1930                                             | 1940                                             | 1950                                             | 1960                                             | 1970                                             | 1980                                             | 1990                                             |
| Einwohner                                        | 2182                                             | 2380                                             | 2352                                             | 2417                                             | 2591                                             | 3608                                             | 4583                                             | 4693                                             | 5250                                             | 5974                                             |
| Jahr                                             | 2000                                             | 2010                                             | 2020                                             | 2030                                             | 2040                                             | 2050                                             | 2060                                             | 2070                                             | 2080                                             | 2090                                             |
| Einwohner                                        | 6327                                             | 7257                                             | 7709                                             |                                                  |                                                  |                                                  |                                                  |                                                  |                                                  |                                                  |

## Kultur und Sehenswürdigkeiten

### Bauwerke
In Hampden wurden mehrere Bauwerke unter Denkmalschutz gestellt und ins National Register of Historic Places aufgenommen.
- Hampden Academy, 1975 unter der Register-Nr. 75000106.[9]
- Hampden Congregational Church, 1987 unter der Register-Nr. 87000921.[10]
- Harmony Hall, 2007 unter der Register-Nr. 07000596.[11]
- Martin Kinsley House, 1983 unter der Register-Nr. 83000469.[12]

## Wirtschaft und Infrastruktur

### Verkehr
Entlang der nördlichen Grenze der Town verläuft die Interstate 95. Der U.S. Highway 1A verläuft entlang des westlichen Ufers des Penobscot Rivers in nordsüdlicher Richtung und der U.S. Highway 202 in westöstlicher Richtung. Durch die südwestliche Ecke des Gebietes führt in nordsüdlicher Richtung die Maine State Route 69.

### Öffentliche Einrichtungen
In Hampden gibt es keine medizinischen Einrichtungen oder Krankenhäuser. Nächstgelegene Einrichtungen für die Bewohner von Hampden befinden sich in Bangor.
In Hampden befindet sich die Edythe Dyer Community Library. Sie wurde 1971 gegründet und war zunächst an der Hampden Academy angesiedelt. Ein eigenes Gebäude bekam sie im Jahr 1983, als Edythe Dyer, die nach Mount Desert Island umzog, ihr Haus in Hampden als Gebäude für eine Bücherei der Gemeinde stiftete.

### Bildung
Hampden gehört mit Frankfort, Newburgh und Winterport zur Regional School Unit 22.
Im Schulbezirk werden folgende Schulen angeboten:
- Earl C. McGraw School in Hampden, mit Schulklassen von Pre-K bis zum 2. Schuljahr
- Leroy H. Smith School in Winterport, mit Schulklassen von Pre-K bis zum 4. Schuljahr
- Weatherbee Elementary School in Hampden, mit Schulklassen vom 3. bis zum 5. Schuljahr
- Samuel L. Wagner Middle School in Winterport, mit Schulklassen vom 5. bis zum 8. Schuljahr
- Reeds Brook Middle School in Hampden, mit Schulklassen vom 6. bis zum 8. Schuljahr
- Hampden Academy in Hampden, mit Schulklassen vom 9. bis zum 12. Schuljahr

## Persönlichkeiten

### Söhne und Töchter der Stadt
- James S. Brown (1824–1878), Politiker
- Dorothea Lynde Dix (1802–1887), Reformerin im Gesundheitswesen
- Hannibal Emery Hamlin (1858–1938), Politiker und Maine Attorney General
- Thompson H. Murch (1838–1886), Politiker

### Persönlichkeiten, die vor Ort gewirkt haben
- Stephen King (* 1947), Schriftsteller